# Gerard Lynch
Gerard Michael Lynch (* 15. Juni 1931 in Tralee, County Kerry) ist ein früherer irischer Politiker der Fine Gael. Von 1969 bis 1977 war er Teachta Dála (Abgeordneter) im Dáil Éireann, dem Unterhaus, und von 1977 bis 1981 Mitglied des Seanad Éireann, des Oberhauses des irischen Parlaments (Oireachtas). 

## Leben
Lynch war als Bäcker und Landwirt tätig. Bei den Wahlen zum Dáil Éireann 1969 wurde er im Wahlkreis Kerry North gewählt und konnte seinen Sitz bei den Wahlen 1973 verteidigen. Als er bei den Wahlen zum Dáil Éireann 1977 seinen Sitz verlor, wurde er über die Landwirtschaftsliste in den Seanad Éireann gewählt. Er versuchte noch einmal, bei den Wahlen 1981 in den Dáil einzuziehen, scheiterte aber.